# Torano Castello
Torano Castello é uma comuna italiana da região da Calábria, província de Cosenza, com cerca de 4.927 habitantes. Estende-se por uma área de 30 km², tendo uma densidade populacional de 164 hab/km². Faz fronteira com Bisignano, Cerzeto, Lattarico, San Martino di Finita.

## História
É uma pequena cidade provavelmente originária de um assentamento enótrio, ampliado pelos Bruzos. Nos arredores da cidade há uma necrópole da Idade do Bronze. Há diversos achados arquológicos na cidade que indicam sua ocupação já nos séculos IX a VII a.C. Também existem objetos que indicam presença grega, tal e qual outras cidades da antiga Magna Grecia (assentamentos gregos no sul da Itália).
Presume-se que a cidade é a antiga Dampetia, Dampezia ou Dapezia, citada por Tito Lívio, e que mantinha contato com Roma. Durante as Guerras Púnicas, manteve posição ambígua, ora em relação a Roma, ora em relação a Anibal, atitude comum nas povoações da região. Constituiu parte da chamada Calabria Citeriore, ou Calábria Latina. A cidade também disputa com Marano Principato, Mendicino e Castrolibero a possibilidade de ser a antiga e mítica Pandosia.
As primeiras notícias da denominação "Torano" (Tauranum) remontam de um documento em língua grega, da primeira metade do século XII. A partir de 1200 tornou-se um feudo da família Tarsia. Pertenceu em 1445 ao Príncipe de Bisignano, que alienou o feudo em 1559 a família Contestabile. Em 1665 foi vendida em favor dos Lupinacci di Casole, que transferiram o feudo em 1668 a Fabio Caputo de Paterno.

## Demografia
| Variação demográfica do município entre 1861 e 2011                               |
|                                                                                   |
| Fonte: Istituto Nazionale di Statistica (ISTAT) - Elaboração gráfica da Wikipedia |

## Economia
É uma cidade agrária, listada como centro de interesse do agro-turismo.

## Eventos e Cultura
A cidade abriga um festival de Blues bem reconhecido, chamado Borgo in Blues, anteriormente Torano Blues.

## Culinária
Um prato típico de Torano é reconhecido mundialmente como integrante da chamada culinária calabresa, que é o Rigatone alla Toranese, prato camponês, com a seguinte receita:
Rigatoni alla Toranese (também denominado Maccheroni alla Toranase ou, no dialeto local, Maccarruni ara Turanisi)
Porção: para 4 pessoas
Tempo de preparação: 30 minutos
Ingredientes:
- 400g a 500 g de rigatoni.
- 100g a 150 g de toucinho de porco fresco cortado em cubinhos (pancetta ou guanciale).
- 1 cebola grossa fatiada bem fina.
- 1/2 cálice de azeite (1/2 bicchiere d'olio d'oliva).
- 3 colheres(sopa) de queijo "pecorino" ralado (pecorino grattuggiato).
- Sal a gosto.

Leve ao fogo uma panela com bastante água salgada. Quando começar a ferver coloque os "rigatonis", mexa bem até cozinhar. Coloque o toucinho em uma frigideira com cebola e deixe dourar a fogo bem baixo. Quando os "rigatonis" estiverem no ponto certo de cozimento, coe bem, e tempere com o toucinho e o queijo ralado. Também é possível temperar com pimenta vermelha picante em pó (pepe rosso picante in polvero).
Para acompanhar as refeições, o vinho local é o Valle del Crati IGT (Indicazione Geografica Típica), produzido na região, que integra comunes do vale do rio Crati.

## Terremotos
A região da Calábria possui forte atividade sísmica. Na época moderna, foram observados e registrados abalos sísmicos em relevantes em Torano Castello nos anos de 1783, 1887, 1905, 1913, 1947 e 1966.

## Brasão Cívico
Descrizione: Di azzurro, a destra alla torre d'oro, murata di nero, con copertura conica d'oro e finestra di nero a mezza altezza, fondata sulla pianura di rosso, a sinistra un toro furioso di nero cornato d'oro, allumato di rosso con gli arti posteriori sostenuti dalla pianura e quelli anteriori sollevati. Ornamenti esteriori da comune.
Fonte: Araldica Civica.

## Livros sobre a Comune
- BELLINI, Diego. Torano Castello, Città Ducale. Cosenza, Ed. Pellegrini, 1989.
- ZITO, Alfonso. Dampetia, oggi Torano Castello'. Cosenza, Círculo Culturale Minimo Comune, 1975.